# Commonwealth Bank Tennis Classic 2007
Commonwealth Bank Tennis Classic 2007 — жіночий тенісний турнір, що проходив на відкритих кортах з твердим покриттям Hyatt Hotels Corporation на Білі (Індонезія). Це був 13-й за ліком Commonwealth Bank Tennis Classic. Належав до турнірів 3-ї категорії в рамках Туру WTA 2007. Тривав з 10 до 16 вересня 2007 року. Несіяна Ліндсі Девенпорт здобула титул в одиночному розряді й отримала 32240 доларів США.

## Повернення Ліндсі Девенпорт
Ліндсі Девенпорт, колишня перша ракетка світу, повернулась після народження сина. Це був для неї перший турнір того року і перший професійний поєдинок після перерви тривалістю 51 тиждень. Попри тривалу перерву Девенпорт була у формі й виграла турнір.

## Фінальна частина

### Одиночний розряд
Ліндсі Девенпорт —  Даніела Гантухова 6–4, 3–6, 6–2

### Парний розряд
Сунь Шеннань /  Цзи Чуньмей —  Джилл Крейбас /  Наталі Грандін 6–3, 6–2